# Manutenção de dados
Manutenção de dados é a adição, exclusão, alteração e atualização de arquivo binário e arquivos de alto nível, e o mundo real de dados associados a esses arquivos. Os dados podem ser mantidos manualmente e/ou através de um sistema automatizado programa, mas na origem e tradução/ponto de entrega deve ser traduzida para uma representação binária para o armazenamento.
Pode ainda referir-se à manutenção do sistema de informação de determinada entidade, ou empresa.